# Refinería La Pampilla
La Refinería La Pampilla es una refinería de petróleo del Perú bajo administración de Grupo Repsol del Perú S.A.C., una filial de Repsol. La refinería se ubica por la avenida Néstor Gambetta en Ventanilla, provincia del Callao y tiene una capacidad para refinar 117.000 barriles diarios de petróleo, lo cual supone más de la mitad de la producción de refino del país.

## Historia
La construcción de la refinería fue licitada en 1964 e inaugurada en 1967. Construida por Timack Co. En 1996, la refinería pasó a formar parte del grupo Repsol, como parte del proceso de privatización llevado a cabo por el expresidente Alberto Fujimori Fujimori por alrededor de 180 millones de dólares.
En el 2014 se inició la modernización de la refinería calculada en US$740 millones. Se espera que con la modernización se reduzca el contenido de azufre a 50 (ppm) para el 2016 así como la mejora de otros combustibles para el 2018.

## Derrame de petróleo de Repsol
El 15 de enero de 2022, y durante el proceso de descarga de petróleo en la refinería, ocurrió un derrame de crudo en la costa del distrito de Ventanilla, calculándose en un aproximado de 6 mil barriles de petróleo. Afectando con ello la flora y fauna del mar peruano. Es considerado como el mayor desastre ecológico ocurrido en las costas peruanas.
El accionar de la refinería y de la empresa propietaria (Repsol) ha sido duramente criticada por la labor de limpieza y descontaminación realizada hasta el momento, reflejando con ello la carencia de un plan de contingencia ante posibles desastres.
La respuesta del gobierno ha sido, por el momento, la paralización de actividades en el terminal N°2 de la refinería, ordenada por el Organismo Supervisor de la Inversión en Energía y Minería (OSINERGMIN), y una multa ascendente a los 33.4 millones de dólares, según lo anunció el ministro de ambiente, Rubén Ramírez.